# Mirnyj (obwód samarski)
Mirnyj (ros. Мирный) – osiedle typu miejskiego w Rosji, w obwodzie samarskim, w rejonie krasnojarskim. W 2010 liczyło 7343 mieszkańców.